# Савур Могила
Савур Могила (на украински: Савур-могила), често транслитерирана с руския правопис Саур-Могила, е стратегическа височина в Донецкото възвишение близо до град Снижне, в окупирана Украйна, на около 5 km от границата между украинската Донецка област и Ростовска област на Русия.
Високият 277,9 м (912 фута) хълм е по-известен с голям комплекс от паметници, построен през 1967 г. от украинския архитект Анатолий Игнащенко в чест на 20-ата годишнина от освобождението на Савур Могила по време на Втората световна война.

## История
Първоначално е била могила (курган) – означава „могила“ на украински и според едно тълкуване думата савур идва от тюркското sauyr, което означава „степна могила с форма на дъно на кон“. Розамунд Бартлет пише: „Много популярни легенди са изплетени за този конкретен курган, който е действал като нещо като граница между руснаците и турците и татарите през средновековието; Саур се появява в тях или като зъл турчин хан или казашки герой“.

## Втора световна война
По време на Втората световна война Савур-Могила е център на интензивни боеве, когато съветските войски успяват да си върнат контрола над височината от германските сили през август 1943 г. През 1963 г. на върха на хълма е открит мемориален комплекс в чест на падналите войници, включващ обелиск със стоманено-бетонна статуя на съветски войник, четири стоманено-бетонни скулптури, построени по протежение на склона, водещ до обелиска (всяка в памет на пехотинци, танкисти, артилеристи и летци, участващи в битката) и стени, изписани с имената на паднали войници в битката.

## Война в Донбас (2014 – 2022)
През 2014 г., в първите месеци на военния конфликт между украинските войски и украинските бунтовници от Донецката народна република (ДНР) в Донбас, височината Савур-Могила е превзета от бойците на Донецката народна република. На 23 юли 2014 г. силите на ДНР свалят два щурмови самолета Сухой Су-25 на украинските военновъздушни сили (названието на НАТО „Frogfoot“), летящи на 17 000 фута (5 200 метра) над Савур-Могила, използвайки усъвършенствана противовъздушна система.
На 28 юли 2014 г., след ожесточени боеве, въоръжените сили на Украйна твърдят, че са отвоювали контрола над Савур-Могила от бойците на ДНР. Въпреки това командирът на Донецката народна република Игор Гиркин отрича Савур-Могила да е загубен, като каза, че боевете продължават. След превземането му от украинската 25-та въздушнодесантна бригада на 9 август 2014 г., ДНР превзма хълма на 26 август 2014 г. По време на боевете хълмът сменя страната между Украйна и ДНР около 8 пъти.

## Разрушаване на мемориалът
На 21 август 2014 г. обелискът на мемориала се срутва след седмици тежък обстрел.

## Реконструкция
На 4 септември 2022 г. представители на Донецката народна република обяват завършване на реставрационните работи на комплекса с официално повторно отваряне на 8 септември.

## Галерия
- Червеноармейци край Саур-Могила през Втората световна война
- Паметник на съветските летци от Втората световна война
- Статуя на съветския войник до бившия обелиск
- Украински войници близо до мемориала преди битката при Шахтьорски район през юни 2014 г.
- Последици от паметника на съветските пехотинци
- Пътека към разрушения обелиск
- Гробище за бойци от подразделението на батальон „Восток“ на ДНР „Медведевци“, със стара камбана
- Саур-Могила паметник на червеноармейците с цветя, георгиевски ленти и каска СШ-39 от Втората световна война.
- 16 август 2015 г.